# Delegati dal Nuovo Messico al Congresso degli Stati Uniti d'America

Distretti congressuali del Nuovo Messico dal 2023

Sin dall'ammissione all'Unione come stato, avvenuta nel 1912, il Nuovo Messico è rappresentato al Congresso degli Stati Uniti da una delegazione al Senato e alla Camera dei rappresentanti. Ogni stato elegge due senatori con mandati di sei anni, a prescindere dalla popolazione dello stato; quelli del Nuovo Messico appartengono alle classi 1 e 2. Elegge inoltre un numero di rappresentanti alla Camera in numero proporzionale alla popolazione, ogni due anni; il numero di rappresentanti attuali è pari a 3, eletti con il sistema first-past-the-post; tale numero è rimasto inalterato sin dal 1983 (calcolato sulla base del censimento del 1980), confermato anche dall'ultimo censimento del 2020.

## Camera dei rappresentanti

### Delegati attuali
La delegazione alla Camera dei rappresentanti ha un totale di tre rappresentanti, tutti democratici.
| Distretto | Rappresentante         | Partito     | CPVI (2025) | Inizio mandato | Mappa del distretto |
| --------- | ---------------------- | ----------- | ----------- | -------------- | ------------------- |
| 1°        | Melanie Stansbury      | Democratico | D+7         | 14 giugno 2021 |                     |
| 2°        | Gabe Vasquez           | Democratico | EVEN        | 3 gennaio 2023 |                     |
| 3°        | Teresa Leger Fernandez | Democratico | D+3         | 3 gennaio 2021 |                     |

## Senato
| Senatore                | Congresso       | Senatore             |
| Classe 1                | Congresso       | Classe 2             |
| ----------------------- | --------------- | -------------------- |
| Thomas B. Catron (R)    | 62 (1911-1913)  | Albert B. Fall (R)   |
| Thomas B. Catron (R)    | 63 (1913-1915)  | Albert B. Fall (R)   |
| Thomas B. Catron (R)    | 64 (1915-1917)  | Albert B. Fall (R)   |
| Andrieus A. Jones (D)   | 65 (1917-1919)  | Albert B. Fall (R)   |
| Andrieus A. Jones (D)   | 66 (1919-1921)  | Albert B. Fall (R)   |
| Andrieus A. Jones (D)   | 67 (1921-1923)  | Holm O. Bursum (R)   |
| Andrieus A. Jones (D)   | 68 (1923-1925)  | Holm O. Bursum (R)   |
| Andrieus A. Jones (D)   | 69 (1925-1927)  | Sam G. Bratton (D)   |
| Bronson M. Cutting (R)  | 70 (1927-1929)  | Sam G. Bratton (D)   |
| Octaviano Larrazolo (R) | 70 (1927-1929)  | Sam G. Bratton (D)   |
| Bronson M. Cutting (R)  | 71 (1929-1931)  | Sam G. Bratton (D)   |
| Bronson M. Cutting (R)  | 72 (1931-1933)  | Sam G. Bratton (D)   |
| Bronson M. Cutting (R)  | 73 (1933-1935)  | Carl Hatch (D)       |
| Dennis Chávez (D)       | 74 (1935-1937)  | Carl Hatch (D)       |
| Dennis Chávez (D)       | 75 (1937-1939)  | Carl Hatch (D)       |
| Dennis Chávez (D)       | 76 (1939-1941)  | Carl Hatch (D)       |
| Dennis Chávez (D)       | 77 (1941-1943)  | Carl Hatch (D)       |
| Dennis Chávez (D)       | 78 (1943-1945)  | Carl Hatch (D)       |
| Dennis Chávez (D)       | 79 (1945-1947)  | Carl Hatch (D)       |
| Dennis Chávez (D)       | 80 (1947-1949)  | Carl Hatch (D)       |
| Dennis Chávez (D)       | 81 (1949-1951)  | Clinton Anderson (D) |
| Dennis Chávez (D)       | 82 (1951-1953)  | Clinton Anderson (D) |
| Dennis Chávez (D)       | 83 (1953-1955)  | Clinton Anderson (D) |
| Dennis Chávez (D)       | 84 (1955-1957)  | Clinton Anderson (D) |
| Dennis Chávez (D)       | 85 (1957-1959)  | Clinton Anderson (D) |
| Dennis Chávez (D)       | 86 (1959-1961)  | Clinton Anderson (D) |
| Edwin L. Mechem (R)     | 87 (1961-1963)  | Clinton Anderson (D) |
| Joseph Montoya (D)      | 88 (1963-1965)  | Clinton Anderson (D) |
| Joseph Montoya (D)      | 89 (1965-1967)  | Clinton Anderson (D) |
| Joseph Montoya (D)      | 90 (1967-1969)  | Clinton Anderson (D) |
| Joseph Montoya (D)      | 91 (1969-1971)  | Clinton Anderson (D) |
| Joseph Montoya (D)      | 92 (1971-1973)  | Clinton Anderson (D) |
| Joseph Montoya (D)      | 93 (1973-1975)  | Pete Domenici (R)    |
| Joseph Montoya (D)      | 94 (1975-1977)  | Pete Domenici (R)    |
| Harrison Schmitt (R)    | 95 (1977-1979)  | Pete Domenici (R)    |
| Harrison Schmitt (R)    | 96 (1979-1981)  | Pete Domenici (R)    |
| Harrison Schmitt (R)    | 97 (1981-1983)  | Pete Domenici (R)    |
| Jeff Bingaman (D)       | 98 (1983-1985)  | Pete Domenici (R)    |
| Jeff Bingaman (D)       | 99 (1985-1987)  | Pete Domenici (R)    |
| Jeff Bingaman (D)       | 100 (1987-1989) | Pete Domenici (R)    |
| Jeff Bingaman (D)       | 101 (1989-1991) | Pete Domenici (R)    |
| Jeff Bingaman (D)       | 102 (1991-1993) | Pete Domenici (R)    |
| Jeff Bingaman (D)       | 103 (1993-1995) | Pete Domenici (R)    |
| Jeff Bingaman (D)       | 104 (1995-1997) | Pete Domenici (R)    |
| Jeff Bingaman (D)       | 105 (1997-1999) | Pete Domenici (R)    |
| Jeff Bingaman (D)       | 106 (1999-2001) | Pete Domenici (R)    |
| Jeff Bingaman (D)       | 107 (2001-2003) | Pete Domenici (R)    |
| Jeff Bingaman (D)       | 108 (2003-2005) | Pete Domenici (R)    |
| Jeff Bingaman (D)       | 109 (2005-2007) | Pete Domenici (R)    |
| Jeff Bingaman (D)       | 110 (2007-2009) | Pete Domenici (R)    |
| Jeff Bingaman (D)       | 111 (2009-2011) | Tom Udall (D)        |
| Jeff Bingaman (D)       | 112 (2011-2013) | Tom Udall (D)        |
| Martin Heinrich (D)     | 113 (2013-2015) | Tom Udall (D)        |
| Martin Heinrich (D)     | 114 (2015-2017) | Tom Udall (D)        |
| Martin Heinrich (D)     | 115 (2017-2019) | Tom Udall (D)        |
| Martin Heinrich (D)     | 116 (2019-2021) | Tom Udall (D)        |
| Martin Heinrich (D)     | 117 (2021-2023) | Ben Ray Luján (D)    |
| Martin Heinrich (D)     | 118 (2023-2025) | Ben Ray Luján (D)    |
| Martin Heinrich (D)     | 119 (2025-2027) | Ben Ray Luján (D)    |